# Petit sylvandre
Hipparchia hermione
Espèce
Le Petit sylvandre (Hipparchia hermione) est une espèce de lépidoptères (papillons) appartenant à la famille des Nymphalidae, à la sous-famille des Satyrinae et au genre  Hipparchia.

## Description
Le Petit sylvandre est de couleur marron foncé avec une bande submarginale blanche, en bordure une frange entrecoupée et un gros ocelle noir à l'apex des antérieures et un second petit et un autre petit aux postérieures, très discrètement pupillés.
Le revers des antérieures est semblable : marron avec une bande submarginale blanche et l'ocelle noir pupillé de blanc à l'apex alors que les postérieures sont marbrées de marron et de blanc avec une large bande blanche. Pas de dimorphisme sexuel.
Il est plus petit que le Grand sylvandre (Hipparchia fagi)

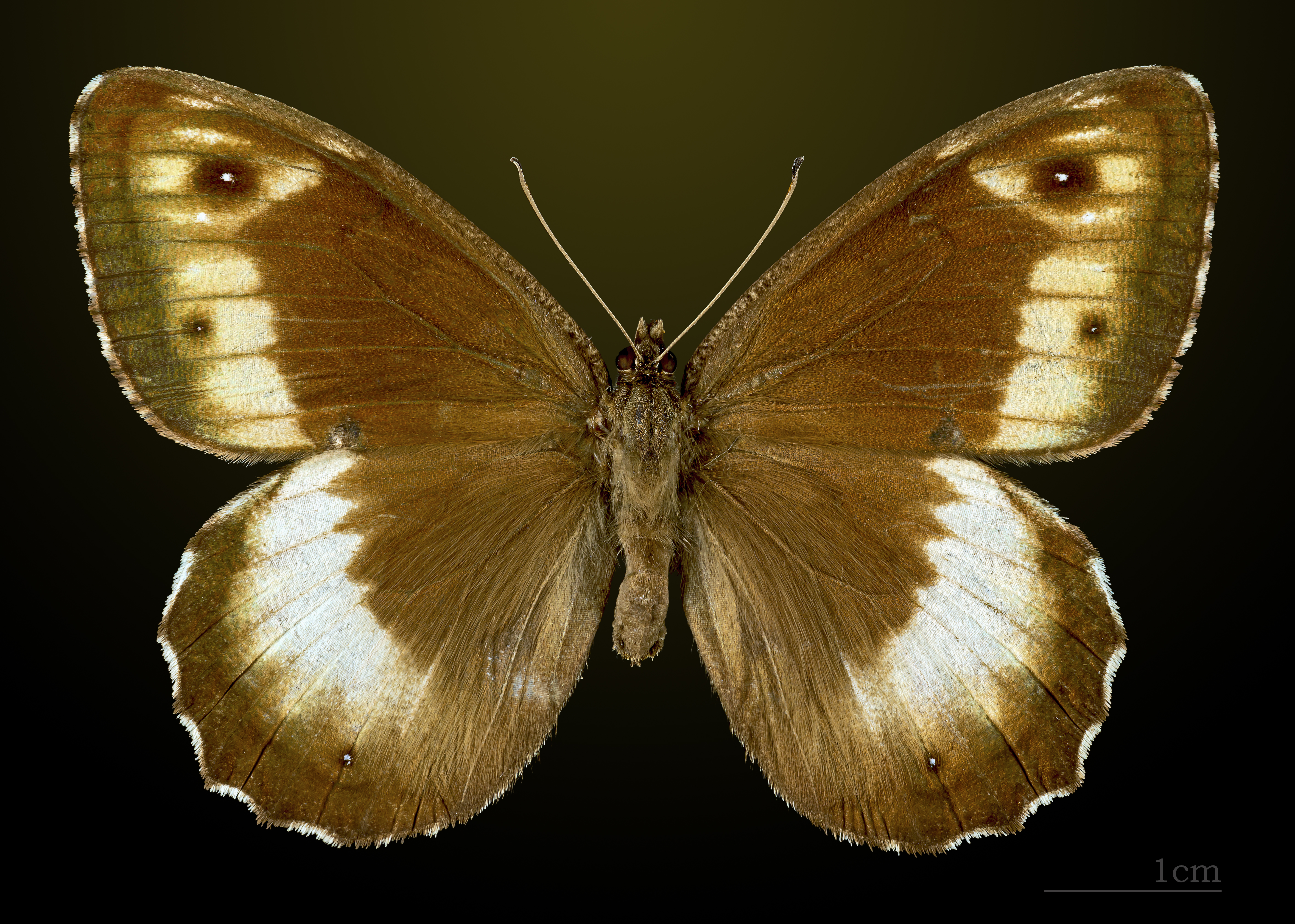
Face dorsale MHNT
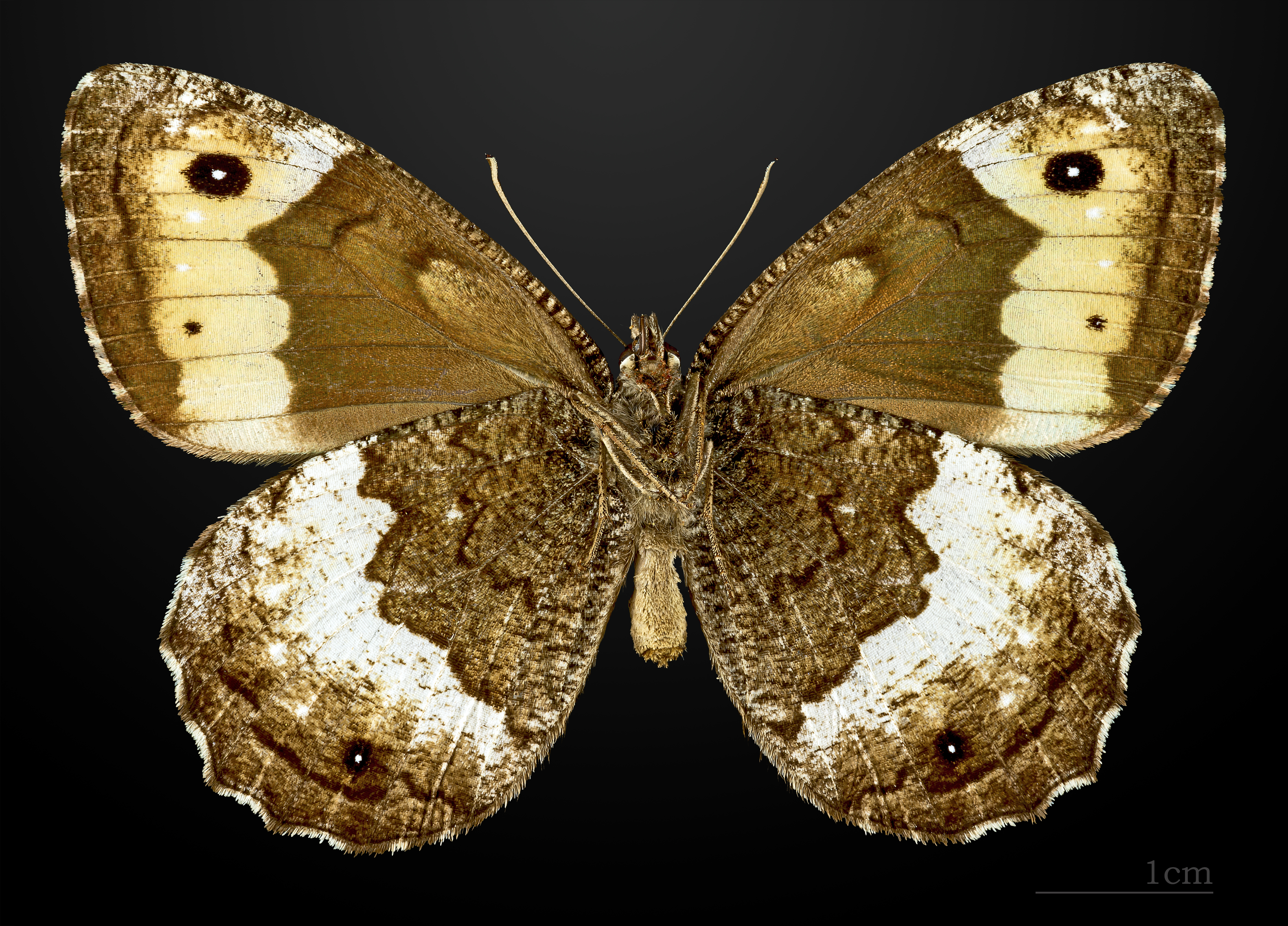
△ Revers MHNT

## Biologie

### Période de vol et hivernation
Le Petit sylvandre vole en une génération entre juin et août.

### Plantes hôtes
Les plantes hôtes de sa chenille sont diverses poacées (graminées) : Brachypodium  sylvaticum, Brachypodium pinnatum, Festuca ovina, Festuca rubra,.

## Écologie et distribution
Le Petit sylvandre est présent dans plusieurs isolats, au Maroc en Afrique du Nord, dans une partie de l'Espagne, de la France et de l'Italie  puis dans le centre de l'Europe et jusqu'au Kurdistan et en Asie mineure.
En France métropolitaine, le Petit sylvandre est présent sous forme de deux isolats, un couvrant les Pyrénées et le Languedoc-Roussillon, l'autre le quart est du pays, Alsace, Lorraine, Bourgogne.
Suivant d'autres sources, il serait présent dans les régions Limousin, Provence-Alpes-Côte d'Azur et Bourgogne.

### Biotope
Il réside sur des pentes rocheuses.

## Systématique
L'espèce Hipparchia hermione a été décrite par  le naturaliste suédois Carl von Linné en 1764 sous le nom initial de Papilio hermione.

### Synonymes
- Papilio hermione Linnaeus, 1764 protonyme
- Papilio alcyone Schiffermüller, 1775[6];
- Hipparchia alcyone (Schiffermüller, 1775) Synonyme encore largement répandu dans la littérature.
- Papilio aelia Hoffmansegg, 1804[2],[7].

### Noms vernaculaires
- Le Petit sylvandre en français
- Rock Grayling en anglais, Klein Waldportier en allemand et Banda acodada en espagnol[2].

### Taxinomie
Sous-espèces
- Hipparchia hermione caroli au Maroc, mais considéré souvent comme étant Hipparchia ellena caroli.
- Hipparchia hermione genava aussi considéré comme une espèce distincte Hipparchia genava Fruhstorfer, 1907; réside en Suisse.

## Le Petit sylvandre et l'Homme

### Protection
Pas de statut de protection particulier.